# Dieter Schatzschneider
Dieter Schatzschneider (Hannover, 26 de abril de 1958) é um ex-futebolista profissional alemão que atuava como atacante.

## Carreira
Dieter Schatzschneider se profissionalizou no OSV Hannover.

## Seleção
Dieter Schatzschneider integrou a Seleção Alemã-Ocidental de Futebol nos Jogos Olímpicos de Verão de 1984, em Los Angeles.